# 気候モデル
気候モデル（きこうモデル）とは、地球上の大気、海洋などの気候を長期的・量的にシミュレーションするもの。将来の気候の分野において使用される。気象予報において使用される短期的モデルは数値予報モデルと呼ばれるもので、気候モデルとは異なる。

## 気候モデルの役割
気候モデルは、過去の気象観測結果に基づいて、物理法則にしたがって将来の気象現象や気候要素を再現する。気候変動を予測することによって人類への悪影響を軽減することが最終的な目的となるので、できるだけ精度を高めなければいけないとされる。しかし、精密な気象観測結果が得られるのは過去90年間程度であり、ある程度の限界がある。また、文献や地質学的調査をもとにした過去の気象を参考にすることもできるが、あまり高い精度は期待できない。
気候モデル単独では大気現象以外を再現することはできないため、炭素循環モデル、海洋モデル、生物モデル、陸域状態モデルなどと連携して将来の状態を予測することもある。

## 気候モデルの歴史[1]

### 大循環モデルの始まり
1956年にアメリカの気象学者フィリップス（Norman Phillips）は準地衡風2層傾圧モデルを用いて全球の数値計算を行った。このモデルは気象予測用の数値モデルとかなり似ているが、目的はある一定時間後の波の運動の予測ではなく、むしろ回転水槽実験のように地球上の大気循環の典型的なパターンをコンピュータによる計算で再現することだった。
彼がこの数値モデルを約1か月分走らせた結果、以下の特徴が現れた。
- 鉛直方向の位相が西に傾いた波長6000 km相当の傾圧波が東西方向に形成された。
- 高層で西風が強まってジェット気流が作られた。
- 地表では緯度によって東風、西風、東風のパターンが形成された。
- ハドレー循環、フェレル循環、極循環の3つのセルからなる子午面循環のパターンが現れた。

さらに彼は、数値モデルの中で発達しつつある波のエネルギー交換が、実際の大気中の傾圧過程でのエネルギー交換と定性的に一致していることを見つけた。
フィリップスはイギリスの王立気象学会の大会でこの成果を示したことで、ネイピア・ショー賞の最初の受賞者となった。この結果は数値予報の根拠を強めるだけでなく、数値モデルが実際の大気状態を模した、あるいは仮想的な状態の下での地球規模の大気循環を理解するための実験手段の一つとなり得ることを示していた。この実験の成功により大気循環、引いては気候の研究に新たな手法が加わることになり、そのための数値モデルは大循環モデル（general circulation model）と呼ばれるようになった。
フォン・ノイマン（Von Neumann）とチャーニー（Jule Chaney）は、この数値モデル技術を利用するための研究組織の設立を推進した。これらを受けて数値モデルを用いた大循環の研究に関して大きく分けて3つのグループができた。

### GFDLのモデル（全球気候モデル）
一つ目のグループは1955年に設立されたアメリカ気象局のジョセフ・スマゴリンスキー（Joseph Smagorinsky）を指導者とする大循環研究部（General Circulation Research Section）だった。この研究部は1959年にワシントンで大循環研究所（General Circulation Research Laboratory）となり、さらに1963年にプリンストン大学に移って地球物理学流体力学研究所（Geophysical Fluid Dynamics Laboratory: GFDL）となった。スマゴリンスキーは1959年に東京大学から真鍋淑郎を招請し、彼と協力して1963年に9層大循環モデルを作って長期間積分を行った。その後、真鍋淑郎は実質的にGFDLでの大循環モデルの開発を主導し、二酸化炭素を倍増させた大循環モデルや、大気と海洋と結合させた大循環モデルを開発した。

### UCLAのモデル（ミンツ・荒川モデル）
二つ目のグループは、カリフォルニア大学ロサンゼルス校（UCLA）のミンツ（Yale Mintz）を中心としたものだった。彼はスマゴリンスキーと同様に気象庁にいた荒川昭夫をUCLAに招聘し、1961年から気候モデルの研究を進めて1963年にはUCLAの大循環モデルを完成させた。彼らの大循環モデルはUCLAの卒業生たちがそれを持って各地の研究所に移ったため、その後の世界の大循環モデルに大きな影響を及ぼした。
1956年に行ったフィリップスの数値モデル計算は、計算不安定のために約1か月以上先に計算を進めることができなかった。荒川昭夫は1966年に新たな差分スキームを考案することによってこれを解決した。また彼はシューバート（Wayne Howard Schubert）と協力して、小さなスケールの積雲対流が集まった雲の効果を全球規模で扱うパラメタリゼーションの手法を開発した。

### NCARのモデル（笠原・ワシントンモデル）
三つ目のグループは、1960年に設立されたアメリカ気象局の国立大気研究センター（National Center for Atmospheric Research: NCAR）だった。笠原彰は1963年にトンプソンの招聘でNCARへ移り、1964年からワシントン（Warren Washington）と共同でさまざまな物理学過程を含んだ大循環モデルを開発した（NCAR1-3）。これは、その後NCARで発展していった気候モデルの原型となった。彼らは新しい知見を共通の数値モデルに組み込んだり仮説を確認したりすることを可能にする「コミュニティモデル」（CCM）という形態の大循環モデルを開発した。

### 気候モデルへの発展
1960年にアメリカのスクリプス海洋研究所のキーリング（Charles Keeling）によって大気中の二酸化炭素濃度が季節変化しながらも緩やかに上昇していることがわかると、大循環モデルの研究者は地球規模の気候変動に関心を持ち始めた。
GFDLにいた真鍋淑郎は、1967年に同僚のウェザラルド（Richard Wetherald）と一緒に1次元の放射対流平衡モデルで計算を行った。彼らは二酸化炭素濃度の増加が当時の濃度の約2倍（600 ppm）となると、平均的な雲量のもとで地球の平均気温が2.36℃上昇するという結論を出した。さらに真鍋らは、1960年代後半から3次元の大循環モデルを開発し、1975年には、2倍の二酸化炭素濃度の下では2.93℃の気温上昇と水循環の活発化、成層圏の寒冷化、極域でのより強い温暖化などが起こることを示した。この成功によって大循環モデルは気候モデルへと発展し、今日の気候研究を支える基盤となった。
真鍋らの結果は他の研究者たちに対して大きな影響を与え、多くの気候研究者たちが気候変動の複合的な原因を探るために気候モデルを使い始めた。これらの気候研究は気候変動についての国際的な関心を高め、それらを通して政治家や民衆へも影響を与えた。1979年には、アメリカ科学アカデミーがチャーニーを議長とする暫定委員会で気候モデルによる将来予測結果を検討し、気候モデルの予想する気温上昇が将来起きるという結論を政府に提出した。さまざまな気候モデルの将来予測の結果は地球の温暖化を示し、その後世界気象機関（WMO）などの主導によって、1988年に「気候変動に関する政府間パネル（Intergovernmental Panel on Climate Change: IPCC）」が設立され、1992年の地球温暖化防止のための「気候変動に関する国際連合枠組条約」の採択へとつながっていった。
また真鍋は、海洋学者であるブライアン（Kirk Bryan）と協力して大気と海洋を結合した数値モデルを作った。彼らは実際の約2/3の面積を持つ膨らんだ円筒形の地球に幾何状の海陸分布を入れた簡単な数値モデルを用いて、1969年におおまかではあるが実際に近い気温と水温の高度（深度）緯度断面の結果を示した。さらに1975年に彼らはより現実に近い海陸分布や水蒸気の循環を入れた気候モデルを開発し、現実に近い結果を得た。これは大気と海洋を結合させた気候モデルの発展への大きなステップアップとなった。

### 気候科学との関わり
現在、大気と海洋の循環だけでなく、大気、海洋、陸上植生との間の二酸化炭素などの化学物質の循環も取り入れて気候を解析したり予測したりする数値モデルは、「地球システムモデル」と呼ばれている。地球システムモデルはエルニーニョなど現在起こっている気候変動の原因解明だけでなく、地球温暖化などの人間が地球に及ぼす気候への影響の将来予測にも欠かせないものになっている。
気候の将来予測に欠かせなくなった気候モデル、地球システムモデルは、これまでの歴史的な気候データに対しても大きな変革をもたらそうとしている。過去数十年間の既存地点の観測値から、その期間の気象要素の全球格子点での気象データを、数学的な手法（データ同化手法: Data Assimilation）を用いて物理学的に合理的に推測することが行われている。これはいってみれば過去の気候の数値的な再現であり「気候再解析（Climate reanalysis）」と呼ばれている。気候再解析はこれまで観測値がなかった地域や上空を含めて、全球の格子点上の気象データを時間的・空間的にシームレスに推測する。こうやって算出した再解析値を用いれば、過去の気象や気候のイベントを詳しく分析することが可能になる。気候再解析は新たな気候学研究を支えるようになってきている。
なお、この気候シミュレーションには膨大な計算量が必要となる。このためのスーパーコンピュータは、かつて日米の貿易摩擦を引き起こした。

## 気候モデルの種類
- 全球気候モデル
- 全球大気・海洋結合モデル
- 地球シミュレータ